# Konstsim vid världsmästerskapen i simsport 2022 – Fritt program par
Det fria programmet för par vid världsmästerskapen i simsport 2022 avgjordes mellan den 21 och 23 juni 2022 i Szechy Pool i Budapest i Ungern.

## Resultat
Försöksheatet startade den 21 juni klockan 09:00. Finalen startade den 23 juni klockan 16:00.
Grön bakgrund betyder att konstsimmaren gick vidare till finalen
| Placering | Nation         | Simmare                                      | Försöksheat   | Försöksheat   | Final         | Final         |
| Placering | Nation         | Simmare                                      | Poäng         | Placering     | Poäng         | Placering     |
| --------- | -------------- | -------------------------------------------- | ------------- | ------------- | ------------- | ------------- |
| 1         | Kina           | Wang Liuyi Wang Qianyi                       | 94,5667       | 1             | 95,5667       | 1             |
| 2         | Ukraina        | Maryna Aleksijiva Vladyslava Aleksijiva      | 94,0000       | 2             | 94,1667       | 2             |
| 3         | Österrike      | Anna-Maria Alexandri Eirini-Marina Alexandri | 92,0667       | 3             | 92,8000       | 3             |
| 4         | Italien        | Linda Cerruti Costanza Ferro                 | 90,5333       | 4             | 91,3333       | 4             |
| 5         | Spanien        | Alisa Ozhogina Iris Tió                      | 89,9667       | 5             | 90,6667       | 5             |
| 6         | Grekland       | Sofia Malkogeorgou Evangelia Platanioti      | 89,3667       | 6             | 89,7000       | 6             |
| 7         | Mexiko         | Nuria Diosdado Joana Jiménez                 | 87,5333       | 7             | 88,0333       | 7             |
| 8         | Nederländerna  | Bregje de Brouwer Marloes Steenbeek          | 86,8000       | 8             | 87,4667       | 8             |
| 9         | USA            | Megumi Field Natalia Vega                    | 86,6667       | 9             | 87,0000       | 9             |
| 10        | Israel         | Eden Blecher Shelly Bobritsky                | 85,6000       | 10            | 85,6000       | 10            |
| 11        | Storbritannien | Kate Shortman Isabelle Thorpe                | 84,9000       | 11            | 84,8667       | 11            |
| 12        | Tyskland       | Marlene Bojer Michelle Zimmer                | 82,8000       | 12            | 82,9333       | 12            |
| 13        | Schweiz        | Ilona Fahrni Babou Schupbach                 | 81,4000       | 13            |               |               |
| 14        | Uzbekistan     | Diana Onkes Ziyodakhon Toshkhujaeva          | 81,3333       | 14            |               |               |
| 15        | Sydkorea       | Hur Yoon-seo Lee Ri-young                    | 80,9000       | 15            |               |               |
| 16        | Portugal       | Maria Gonçalves Cheila Vieira                | 79,3333       | 16            |               |               |
| 17        | San Marino     | Jasmine Verbena Jasmine Zonzini              | 79,1333       | 17            |               |               |
| 18        | Brasilien      | Laura Miccuci Anna Veloso                    | 78,8667       | 18            |               |               |
| 19        | Tjeckien       | Karolína Klusková Aneta Mrázková             | 77,0667       | 19            |               |               |
| 20        | Serbien        | Sofija Džipković Jelena Kontić               | 76,5667       | 20            |               |               |
| 21        | Egypten        | Farida Abdelbary Hana Hiekal                 | 76,1333       | 21            |               |               |
| 22        | Colombia       | Melisa Ceballos Estefania Roa                | 75,5333       | 22            |               |               |
| 23        | Kroatien       | Antonija Huljev Klara Šilobodec              | 74,1000       | 23            |               |               |
| 24        | Argentina      | Luisina Caussi Camila Pineda                 | 74,0667       | 24            |               |               |
| 25        | Sverige        | Anna Högdal Clara Ternström                  | 73,0667       | 25            |               |               |
| 26        | Australien     | Pam Kurosawa Zoe Poulis                      | 70,8667       | 26            |               |               |
| 27        | Turkiet        | Selin Telci Ece Üngör                        | 70,2333       | 27            |               |               |
| 28        | Thailand       | Pongpimporn Pongsuwan Supitchaya Songpan     | 69,0000       | 28            |               |               |
| 29        | Kuba           | Gabriela Alpajon Stephany Urbina             | 68,5333       | 29            |               |               |
| 30        | Aruba          | Maria Salazar Melanie Tromp                  | 67,6667       | 30            |               |               |
| 31        | Costa Rica     | Andrea Maroto Raquel Zúñiga                  | 66,4000       | 31            |               |               |
| 32        | Sydafrika      | Skye MacDonald Xera Vegter                   | 65,2333       | 32            |               |               |
| 33        | Malta          | Thea Blake Ana Culic                         | 65,2000       | 33            |               |               |
| –         | Nya Zeeland    | Eva Morris Eden Worsley                      | Startade inte | Startade inte | Startade inte | Startade inte |
| –         | Singapore      | Debbie Soh Miya Yong                         | Startade inte | Startade inte | Startade inte | Startade inte |